# 超包箭竹
超包箭竹（学名：Fargesia perlonga）为禾本科箭竹属下的一个种。

## 扩展阅读
- 維基物種上的相關：超包箭竹